# Vlag van Surrey

Vlag van Surrey

Banier van Surrey County Council

De vlag van Surrey is de vlag van het Engelse graafschap Surrey. Het is de blauw met goud geblokte vlag van het traditionele graafschap Surrey en is afgeleid van het wapen van Willem van Warenne, 1e graaf van Surrey.
De vlag van Surrey werd op 11 september 2014 officieel geregistreerd als "traditioneel ontwerp" door het Flag Institute na onderzoek door Philip Tibbetts namens de Association of British Counties, waaruit bleek dat het graafschap verbonden was met een embleem uit de oudheid. Vóór deze datum had de county geen officiële vlag, maar werd in plaats daarvan vaak de banier van het wapen van Surrey County Council gebruikt.
De vlag van Surrey is een afbeelding van het wapen dat oorspronkelijk in 1088 door William de Warenne, eerste graaf van Surrey, werd gebruikt als persoonlijk heraldisch wapen. Sindsdien heeft de vlag een lange band met het graafschap zelf, zoals blijkt uit een 17e-eeuws gedicht over de Slag bij Azincourt.
Een vroege verwijzing naar het wapen is te vinden in de 13e-eeuwse wapenboek van Glover, waar een verslag van de belegering van Caerlaverock Castle (uit 1300) de acties beschrijft van John de Warenne, 6e graaf van Surrey en een verwijzing bevat naar zijn vaandel met blauwe en gouden cheques: "zijn vaandel met goud en azuur, was edel geblokt". De familie de Warenne stierf uit in de mannelijke lijn in 1347, maar belangrijk is dat er bewijs is dat het ontwerp gebruikt bleef worden door de mannen van het graafschap, zoals te vinden is in een gedicht over de Slag bij Azincourt in 1415 door Michael Drayton (geschreven in 1627) waarin de mannen van Surrey een vaandel met gouden en blauwe ruitjes de strijd in dragen ter ere van hun overleden graaf,
"De mannen van Surrey, Checky Blew en goud, (Welke voor dappere Warren hun eerste Earle zij droegen".
De 'De Warenne Cheques' komen ook voor op een kaart van John Speed van het graafschap Surrey uit 1610 en ze werden vervolgens in de 19e en 20e eeuw gebruikt in verschillende heraldische wapens, waaronder een heraldisch insigne in 1981 voor de Surrey Herald Extraordinary.